# Route nationale 1 (Vietnam)
Pour les articles homonymes, voir Route nationale 1.
La route nationale 1 (en vietnamien : Quốc lộ 1) est une route du Viêt Nam. Cette route commence dans la province de Lang Son (frontière chinoise à Hữu Nghị Quan) et se termine dans la province de Ca Mau. Sa longueur totale est de 2 301 kilomètres. La route a été construite par les Français en 1930 et reconstruite par le gouvernement vietnamien. Elle recouvre en partie l'itinéraire de l'ancienne route mandarine,,.

## Parcours
Du nord au sud, elle traverse 31 villes et provinces :
- km 16 - Province de Lạng Sơn
- km 119 - Province de Bắc Giang
- km 139 - Province de Bắc Ninh
- km 170 - Hanoï
- km 229 - Phu Ly (province de Hà Nam)
- km 263 - Province de Ninh Bình
- km 323 - Province de Thanh Hóa
- km 461 - Vinh (province de Nghệ An)
- km 510 - Province de Hà Tĩnh
- km 658 - Đồng Hới (province de Quảng Bình)
- km 750 - Đông Hà (province de Quảng Trị)
- km 824 - Huế (province de Thừa Thiên-Huế)
- Col de Hải Vân, Tunnel de Hải Vân
- km 929 - Đà Nẵng
- km 991 - Tam Kỳ (province de Quảng Nam)
- km 1054 - Province de Quảng Ngãi
- km 1232 - Quy Nhơn (province de Bình Định)
- km 1329 - Tuy Hòa (province de Phú Yên)
- km 1450 - Nha Trang (province de Khánh Hòa)
- km 1528 - Phan Rang - Tháp Chàm (province de Ninh Thuận)
- km 1701 - Phan Thiết (province de Bình Thuận)
- km 1867 - Biên Hòa (province de Đồng Nai)
- km 1889 - Hô Chi Minh-Ville
- km 1936 - Tân An (province de Long An)
- km 1959 - Mỹ Tho (province de Tiền Giang)
- km 2024 - Province de Vĩnh Long
- km 2058 - Cần Thơ
- km 2119 - Sóc Trăng (province de Sóc Trăng)
- km 2176 - Province de Bạc Liêu
- km 2236 - Ville de Cà Mau (province de Cà Mau)

## Caractéristiques
- Longueur totale : 2 300,45 km[4]
- Largeur : 10–12 m
- Surface : asphalte
- Ponts : 874

## Histoire
La Route Nationale 1 est construite par les colons français au début du XXe siècle. Elle a récemment été améliorée grâce à l'Aide publique au développement du Japon, ainsi que par des prêts de la Banque mondiale. 
La route fut le théâtre de nombreuses batailles pendant la guerre d'Indochine et la guerre du Vietnam. L'une des plus notables fut l'opération Camargue, lancée par les Français en 1953.